# Julie Arenholt

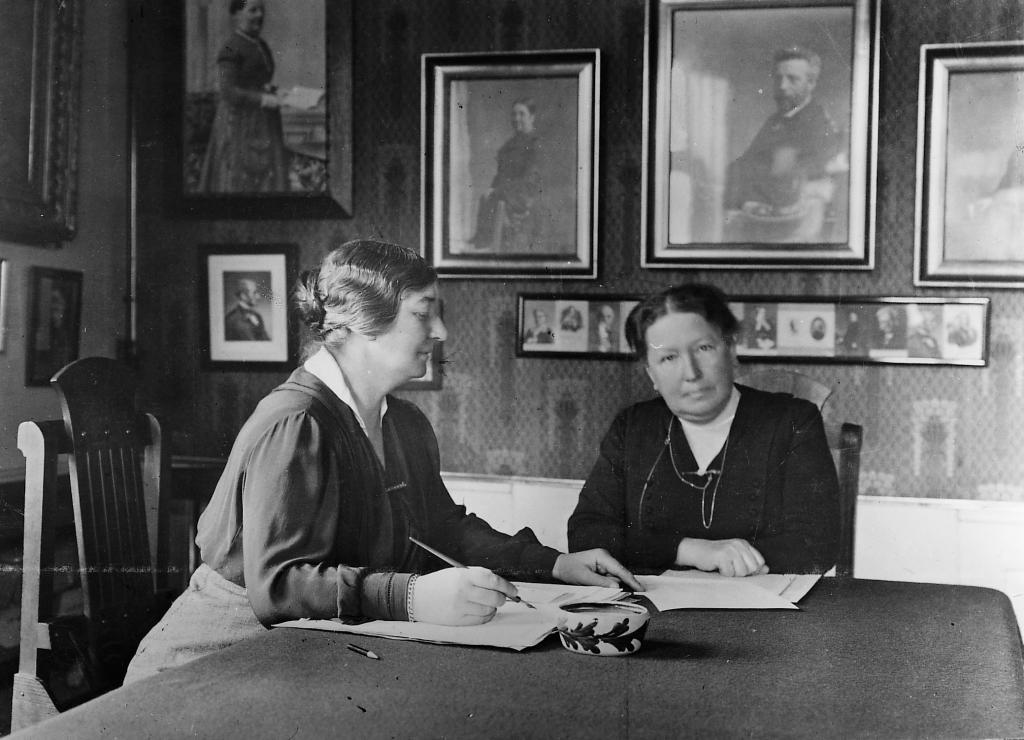
Julie Arenholt und Gyrithe Lemche, 1922

 Julie Johanne Arenholt  (* 10. Dezember 1873 in Frederiksberg; † 21. Juli 1952 in Kopenhagen) war eine dänische Bauingenieurin, Politikerin und Frauenrechtlerin. Sie arbeitete 1910 als erste Frau in Dänemark als Fabrikinspektorin und war von 1918 bis 1921 Vorsitzende von Dansk Kvindesamfund (deutsch Dänische Frauengesellschaft).

## Leben und Werk
Arenholt wurde als Julie Johanne Rosengreen als Tochter des Beamten Harald Christian Rosengreen (1836–1907) und Rasmine Rasmussen (1840–1914) geboren. Nach dem erforderlichen Abschluss arbeitete sie als Schullehrerin. Sie legte 1896 die Aufnahmeprüfung für Den Polytekniske Læreanstalt und 1901 die Prüfung als Dänemarks erste Werkingenieurin ab. Sie arbeitete dann bis 1903 als Assistentin im technisch-chemischen Laboratorium des Polytechnikums und bis 1910 im Laboratorium von Detlefsen & Meyer. 1903 heiratete sie den Arzt und Olympia-Tennisspieler Jørgen Arenholt.
1910 erhielt sie bei dem Direktoratet for Arbejds- og Fabriktilsynet eine neu geschaffene Stelle als Fabrikinspektorin mit der besonderen Aufgabe der Überwachung der Arbeitsbedingungen und der Hygiene in Bäckereien und Konditoreien im Raum Kopenhagen, wo sie bis zu ihrer Pensionierung 1939 arbeitete. Ihre Ernennung erfolgte trotz des Widerstands des damaligen Direktors Haldor Topsøe, ebenso wie es in der Presse viel Aufsehen erregte, dass eine Frau ein Unternehmen beaufsichtigen sollte, welches fast ausschließlich Männer beschäftigte.

## Politische Tätigkeit
Bei der ersten Wahl nach Einführung des Frauenwahlrechts in den Gemeinderäten wurde sie 1909 für die Dänische Sozialliberale Partei in den Kopenhagener Stadtrat gewählt. Als Bürgerbeauftragte setzte sie von 1909 bis 1912 und von 1913 bis 1917 ihr Ingenieurwissen in verschiedenen technischen Gremien ein. 1918 wurde sie zur Abgeordneten auf der radikalen Kreisratsliste gewählt. Während des Ersten Weltkriegs war sie Vorsitzende in dem von der Regierung eingesetzten Haushaltsausschuss.

## Einsatz für Frauenrechte
Sie war 1907 eine der Gründerinnen des Frauenwahlrechtsvereins Landsforbundet for Kvinders Valgret und war von 1908 bis 1912 Herausgeberin deren Zeitschrift Kvindevalgret (Frauenwahlrecht). Mit der Aufhebung des Landesverbandes 1915 nach der Einführung des politischen Frauenwahlrechts, trat sie in die dänische Frauengesellschaft ein. Sie wurde von 1918 bis 1921 deren Präsidentin und 1921 Mitglied des gemeinsamen Vorstandes. 1932 trat sie aus Protest gegen die allgemeine Lohnkürzung zurück. Sie nahm an den großen Kongressen teil und war von 1923 bis 1926 im Hauptvorstand der International Women’s Voting Rights Alliance (IWSA). Als Open Door International 1929 in Berlin gegründet wurde, war sie im Juli 1930 Mitbegründerin der dänischen Niederlassung Den Åbne Dør, deren Vorsitzende sie wurde. Ihre Nachfolgerin war bis 1960 Anna Westergaard. Open Door International war ein Verein mit dem Ziel, das Recht von Frauen auf gleichberechtigte Arbeit mit Männern und gleichen Lohn zu sichern. Der Verband setzte sich für die Bezahlung des Mutterschaftsurlaubs durch die öffentliche Hand ein und lehnte einen besonderen Schutz für Frauen, wie etwa ein Nachtarbeitsverbot, ab.
Arenholt starb 1952 in Kopenhagen und wurde auf dem Friedhof Bispebjerg beigesetzt.